# Чеченский комитет национального спасения
Региональное общественное движение «Чеченский Комитет Национального Спасения» - правозащитная организация чеченских беженцев в Ингушетии. Была создана в марте 2001 г на I-м Съезде Чеченских Беженцев в станице Орджоникидзевской. Цели: сбор и распространение информации о ситуации в Чечне, проведение антивоенных мероприятий, оказание помощи беженцам. Организация имеет штаб-квартиру в Назрани и отделения во всех лагерях чеченских беженцев в Ингушетии. Руководитель: Бадалов, Руслан Нурдиевич. Занимается мониторингом ситуации по правам человека в Чечне и правам чеченских беженцев и мигрантов с последующим распространением пресс-релизов на русском и английском языках и оказанием помощи беженцам, включая бесплатную юридическую помощь, помощь в вопросах паспортизации и пр. Поддерживает тесные партнерские отношения с рядом российских правозащитных и антивоенных организаций (общество Мемориал, Движение за права человека, Общество российско-чеченской дружбы, Эхо войны).

## Внешние ссылки
- Сайт организации
- Информация об организации
- Интервью Руслана Бадалова